# Платі
Платі (італ. Platì, сиц. Pratì) — муніципалітет в Італії, у регіоні Калабрія, метрополійне місто Реджо-Калабрія‎.
Платі розташоване на відстані близько 510 км на південний схід від Рима, 90 км на південний захід від Катандзаро, 36 км на схід від Реджо-Калабрії.
Населення — 3783 особи (2014).
Щорічний фестиваль відбувається 9 грудня. Покровитель — Maria SS. di Loreto.

## Демографія
Населення за роками:

Станом на 1 січня 2023 року в муніципалітеті офіційно проживало 10 іноземців з 3 країн, серед них 6 громадян країн Євросоюзу.

## Сусідні муніципалітети
- Ардоре
- Бенестаре
- Карері
- Чиміна
- Оппідо-Мамертіна
- Санта-Кристіна-д'Аспромонте
- Вараподіо